# Capella „Vox coelestis“

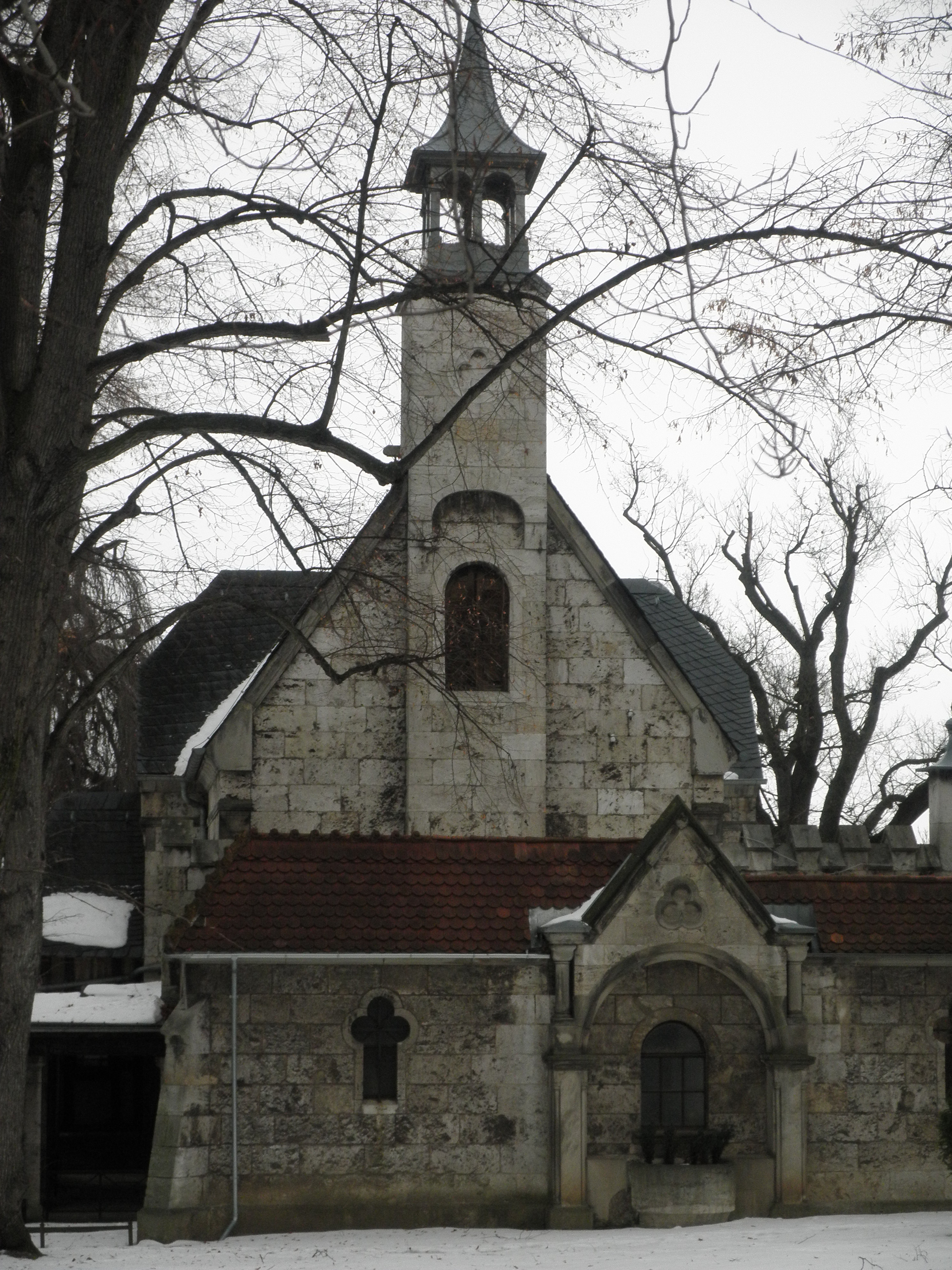
Grab- und Friedhofskapelle „Vox coelestis“ in Ehringsdorf (Weimar)

Die Capella „Vox coelestis“ ist eine Friedhofs- und Grabkapelle auf dem Ehringsdorfer Friedhof in Weimar und wurde im Jahr 1899 auf Initiative des Landkammerrats und Brauereibesitzers Richard Heydenreich errichtet und im folgenden Jahr eingeweiht. Die sogenannte Heydenreich’sche Grabkapelle wird seit dem Jahr 2004 von dem Verein Vox coelestis als geistig kulturelles Zentrum genutzt.
Die Kapelle weist einen zeittypischen eklektizistischen Stil auf, in dem sich Elemente des Jugendstils und des Historismus (Neo-Byzantinismus) mischen.
Das unter Denkmalschutz stehende Gebäude war seit dem Jahr 1960 ungenutzt. Im August 2004 erwarb der Verein Vox coelestis es von der evangelisch-lutherischen Kirchgemeinde Oberweimar/Ehringsdorf. Der von Wolf-Günter Leidel von der Hochschule für Musik Franz Liszt mitbegründete und geleitete Verein, mit Sitz in Weimar, widmet sich der Pflege und Verbreitung spätromantischer Musik sowie der Erhaltung von Kirchenorgeln. Er nutzt die Kapelle und ihre Nebengebäude für Vereinsveranstaltungen, Konzerte, Ausstellungen, Vorträge und dergleichen und stellt sie für Hochzeiten und andere Anlässe zur Verfügung, unter anderem auch dem Trauer-Café „Über der Sorge“, einer Einrichtung eines ambulanten Hospizdienstes in Weimar.